# Heinrich Gärtner
Heinrich Gärtner (Radautz, Bucovina, 16 de março de 1895 — Madrid, 12 de dezembro de 1962) foi um cineasta que entre 1915 e 1962 como operador de câmara e diretor de fotografia produziu cerca de 180 filmes. Assinou a parte final da sua obra com os nomes de Enrique Guerner e Henrique Gärtner. Várias das suas obras foram produzidas em Portugal.

## Biografia
Nasceu em Radautz, então parte do Império Austro-Húngaro, cidade mais tarde designada por Rădăuți e integrada na Roménia, no seio de uma família de etnia alemã com ascendência judia.
Iniciou-se nas artes fotográficas em Berlim, onde a partir de 1910 foi aprendiz de fotógrafo de retratos. A partir de 1912 iniciou-se  na indústria cinematográfica como assistente de câmara, passando a partir de 1915 a trabalhar como operador de câmara. Nessas funções trabalhou prolificamente durante a era do cinema mudo em vários estúdios berlinenses e sob a direcção de vários realizadores alemães.
Em 1917 e 1918 trabalhou como cineasta a serviço do Exército Austro-Húngaro na cobertura dos combates da Primeira Guerra Mundial. Depois da guerra, regressou a Berlim e dedicou-se novamente à direcção de fotografia de filmes de longa-metragem. Dedicou-se principalmente ao género comédia e trabalhou a partir de 1923 regularmente com o director Richard Eichberg.
A ascendência judaica da família levou a que o seu trabalho fosse boicotado após a tomada do poder pelos nacional-socialistas em 1933 na Alemanha e obrigou-o ao exílio em 1934 quando o governo Nazi intensificou a perseguição aos judeus. Refugiou-se em Espanha onde a partir de 1934 continuou a sua carreira como cineasta, dedicando-se essencialmente à direcção de curtas metragens.
Com a eclosão da Guerra Civil Espanhola foi detido, a pedido do cônsul alemão, pelas forças nacionalistas espanholas insurgentes quando procedia a filmagens em Sevilha. Para evitar ser extraditado para a Alemanha, conseguiu refugiar-se em Portugal. Com o termo da guerra civil e a vitória de Franco, foi autorizado a retornar e continuar a trabalhar como cineasta em Espanha.
A partir dessa época passou a assinar o seu trabalho com o nome hispanizado de Enrique Guerner (assinando muitos dos trabalhos feitos em Portugal como Henrique Gärtner ou Gaertner) ou usado um nome de acordo com os costumes espanhóis sobrenome composto de pai e mãe (Gaertner Kolb).
Em 1938 realizou alguns documentários sobre a Guerra Civil na visão das tropas de Franco e, a partir de 1939, dedicou-se novamente à produção de filmes. Nos anos seguintes, trabalhou principalmente para os directores Florián Rey e Ladislao Vajda.
Ao longo da sua carreira, Gärtner conseguiu um papel influente no cinema espanhol, introduzindo elementos da corrente do expressionismo alemão e treinando cineastas como Alfredo Fraile, José F. Aguayo e Cecilio Paniagua.
Gärtner, que entretanto assumira a cidadania espanhola, para além das obras filmadas em Espanha e Portugal, também trabalhou na Suíça sob a direcção de Ladislao Vajda em obras como o crime Es geschah am hellichten Tag, com Heinz Rühmann e Gert Frobe, e no melodrama Die Schatten werden länger, com Hansjörg Felmy, Luise Ullrich e Barbara Rütting.
Em Portugal teve as seguintes participações:
- Assegurou a direcção de fotografia de:
  - Gado Bravo (1934)
  - As Pupilas do Senhor Reitor (1935)
  - A Pérola do Atlântico - Madeira (1937)
  - Parada da Legião e da Mocidade (1937)
  - Arquipélago dos Açores (1938; foi o produtor e realizador)
  - Três Espelhos (1947)
  - Fogo! (1949)
- Realização:
  - Cortejo Folclórico (1937)
  - A Pérola do Atlântico - Madeira (1937)
  - Arquipélago dos Açores (1938)
- Assegurou a fotografia:
  - A Ilha Verde S. Miguel - Açores (1937)
  - Inês de Castro (1945)
  - O Diabo São Elas... (1945)
  - Viela - Rua Sem Sol (1947)

## Obras seleccionadas
Da sua filmografia constam, entre outras obras, os seguintes filmes:
| - 1914: Michels eiserne Faust - 1915: Um 500.000 Mark - 1915: Satan Opium - 1915: Das Tagebuch Collins - 1916: Zwischen halb 11 und 11 - 1916: Wege, die ins Dunkle führen - 1916: Sondis Kleine - 1916: Leben um Leben - 1916: Stolz weht die Flagge schwarz-weiß-rot - 1916: Lillis erste Liebe - 1916: Lottes erste Liebe - 1917: Die Eheschule - 1917: Pension Trudchen - 1917: Hoch klingt das Lied vom U-Boot-Mann - 1919: Die Seebadnixe - 1919: Tänzer in den Tod - 1919: Ein toller Schwiegersohn - 1919: Die Braut auf 24 Stunden - 1919: Bis früh um fünfe - 1919: Im Dienste der Liebe - 1919: Krümelchens Reiseabenteuer - 1920: Das Schleichende Gift - 1920: Sinnesrausch - 1920: Zwischen Nacht und Morgen - 1920: Lo, die Kokette - 1920: Mord… die Tragödie des Hauses Garrick - 1920: Der Mormonenonkel - 1920: Der rote Falter - 1920: Dämon Blut – 2. Teil - 1920: Die Frau in den Wolken - 1920: Im Banne der Suggestion - 1920: Das Kreuz am Teufelsfelsen - 1920: Der Sturz in die Flammen - 1920: Der ausgelöste Schwiegerpapa - 1921: Die Talentprobe - 1921: Eine vergnügte Hochzeitsreise - 1921: Vertauschte Paletots - 1921: Eine wilde Hummel - 1921: Krümelchen geht jagen - 1921: Krümelchen in der Sommerfrische - 1921: Madame Incognito - 1921: Madame X und die 'Schwarze Hand' - 1921: Mäuschen - 1921: Sie – was Sie denken, ist nicht - 1921: Die schwarze Spinne - 1921: Was der Totenkopf erzählt - 1921: Der Kurier von Lissabon - 1921: Entgleist - 1921: Das Eheparadies - 1921: Heinrich, wo ist die Hose - 1921: Der Herr aus dem Zuchthaus - 1922: Nun hat’s geschnappt - 1922: Paul fliegt - 1922: Versunkene Welten | - 1922: Ein weißer Othello - 1922: Wie man Millionär wird - 1922: Der Todesreigen - 1922: Der eingeweichte Don Juan - 1922: Einmal und nie wieder - 1922: Das Kind muß doch ’nen Vater haben! - 1922: Das Komödiantenkind - 1922: Jugend - 1923: Fräulein Raffke - 1923: Time Is Money - 1923: Der allmächtige Dollar - 1924: Die Bacchantin - 1924: Das kalte Herz - 1924: Die schönste Frau der Welt - 1924: Lord Reginalds Derbyritt - 1925: Der Liebeskäfig - 1925: Die Frau mit dem Etwas - 1925: Luxusweibchen - 1925: Die Motorbraut - 1926: Die keusche Susanne - 1926: Der Prinz und die Tänzerin - 1927: Durchlaucht Radieschen - 1927: Die tolle Lola - 1927: Der Fürst von Pappenheim - 1928: Das Girl von der Revue - 1928: Die Leibeigenen - 1928: Rutschbahn - 1928: Schmutziges Geld - 1929: Großstadtschmetterling - 1929: Wer wird denn weinen, wenn man auseinandergeht - 1930: Hai-Tang. Der Weg zur Schande - 1930: Der Greifer - 1931: Die Bräutigamswitwe - 1931: Trara um Liebe - 1931: Der Draufgänger - 1931: Der verjüngte Adolar - 1932: Holzapfel weiß alles - 1932: Es war einmal ein Walzer - 1932: Unheimliche Geschichten - 1932: Gräfin Mariza - 1932: Theodor Körner - 1932: Abenteuer im Engadin - 1932: Das Blaue vom Himmel - 1932: Glück über Nacht - 1933: Polizeiakte 909 (Taifun) - 1936: Temperament für Zwei (Morena clara) - 1942: Rasse (Raza) - 1944: Inês de Castro - 1955: Marcelino, pan y vino - 1955: Y dos eran tres - 1956: Tarde de toros - 1957: Der Hund, der „Herr Bozzi“ hieß (Un angelo è sceso a Brooklyn) - 1958: Es geschah am hellichten Tag - 1961: Die Schatten werden länger |